# Szymon Pustelnik
Szymon Pustelnik (hiszp. Simón del desierto) – krótkometrażowy meksykański komediodramat z 1965 roku w reżyserii Luisa Buñuela. Scenariusz, oparty luźno na historii żyjącego w V wieku ascety Szymona Słupnika, utrzymany został w konwencji surrealistycznej. Zdjęcia powstały na wydmach Samalayuca w meksykańskim stanie Chihuahua.
Film otrzymał Nagrodę FIPRESCI oraz Nagrodę Specjalną Jury na 26. MFF w Wenecji.

## Obsada
- Claudio Brook – Szymon Słupnik
- Silvia Pinal – diabeł
- Enrique Álvarez Félix – brat Matías
- Hortensia Santoveña – matka
- Enrique del Castillo – okaleczony
- Antonio Bravo – ksiądz
- Luis Aceves Castañeda – ksiądz
- Jesus Fernandez – pasterz kóz
- Francisco Reiguera – diabeł jako stara wiedźma